# 114 (număr)
114 (o sută paisprezece) este numărul natural care urmează după 113 și precede pe 115 într-un șir crescător de numere naturale.

## În matematică
114
- Este un număr abundent.[1][2]
- Este un număr harshad.[3][4]
- Este suma primelor numere hiperfactoriale, inclusiv H(0).
- Pentru n = 114 Funcția Mertens dă –6, un record între valorile mici.[5]
- Este un număr semiperfect (pseudoperfect).[6][7]
- Este un număr sfenic.[8]
- Este cel mai mic întreg pozitiv care a nu a fost încă reprezentat prin ecuația diofantică⁠(d) a³ + b³ + c³ = 114, unde, în suma de trei cuburi⁠(d) a, b și c sunt întregi (excluzând întregii de forma 9k ± 4, pentru care se știe că nu există soluție). Există conjectura că 114 poate fi reprezentat astfel.[9]
- Nu există soluții la ecuația φ(x) = 114, făcând numărul 114 să fie un număr nontotient.[10][11]
- Este un număr din șirul Padovan⁠(d),[12][13] fiind precedat de termenii 49, 65 și 86 (este suma primilor doi).
- Este un număr repdigit[14] în baza 7 (2227).

## În știință
- Este numărul atomic al fleroviului.

### În astronomie
- Obiectul NGC 114 din New General Catalogue este o galaxie lenticulară cu o magnitudine 13,3 în constelația Balena.
- 114 Kassandra este un asteroid din centura principală.

## În alte domenii
114 se poate referi la:
- G.114 este o recomandare a ITU privind întârzierile acceptabile în fonie în telecomunicații.
- Numărul de apel al poliției în Danemarca, Germania și Suedia.
- Numărul de apel de urgență al pompierilor în Vietnam.
- Numărul de apel de urgență în Mauritius.
- Numărul cărții de telefoane⁠(d) în Israel.
- Numărul de sure (capitole) din Coran.
- Numărul de atribute al lui Isus în Evanghelia după Toma.